# Pararge borealis
Pararge borealis är en fjärilsart som beskrevs av Fuchs 1900. Pararge borealis ingår i släktet Pararge och familjen praktfjärilar. Inga underarter finns listade i Catalogue of Life.